# Революція у Франції (1848)
Революція 1848 року у Франції (фр. Révolution française de 1848), також відома як Лютнева революція (Révolution de février) — соціальна революція у Франції, одна із європейських революцій 1848—1849 рр.. Завданням революції було встановлення цивільних прав та свобод. Вилилася 24 лютого 1848 в зречення від престолу колись ліберального короля Луї-Філіпа I та проголошення Другої республіки. У президенти нової держави було обрано в подальшому ході революції, після придушення соціал-революційного повстання в червні 1848, племінника Наполеона Бонапарта Луї-Наполеон Бонапарт.

## Загальноєвропейський контекст
Події у Франції стали іскрою, що запалили ліберальні повстання в багатьох державах Європи, особливо в країнах Німецького союзу, відомої як Революція 1848-1849 років у Німеччині. Всі вони мали загальноєвропейський вимір і поділяли ліберальні цілі. До всіх цих революцій, включаючи революцію у Франції, можна застосувати збірну назву Революції 1848—1849 років, не забуваючи при цьому, що в різних країнах ці події розвивалися по-різному і мали різні наслідки.

## Передумови

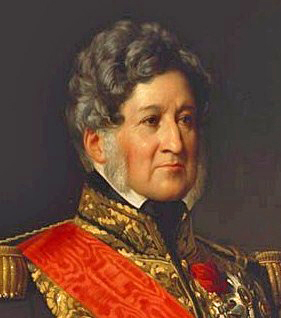
Луї-Філіп в 1845 г.

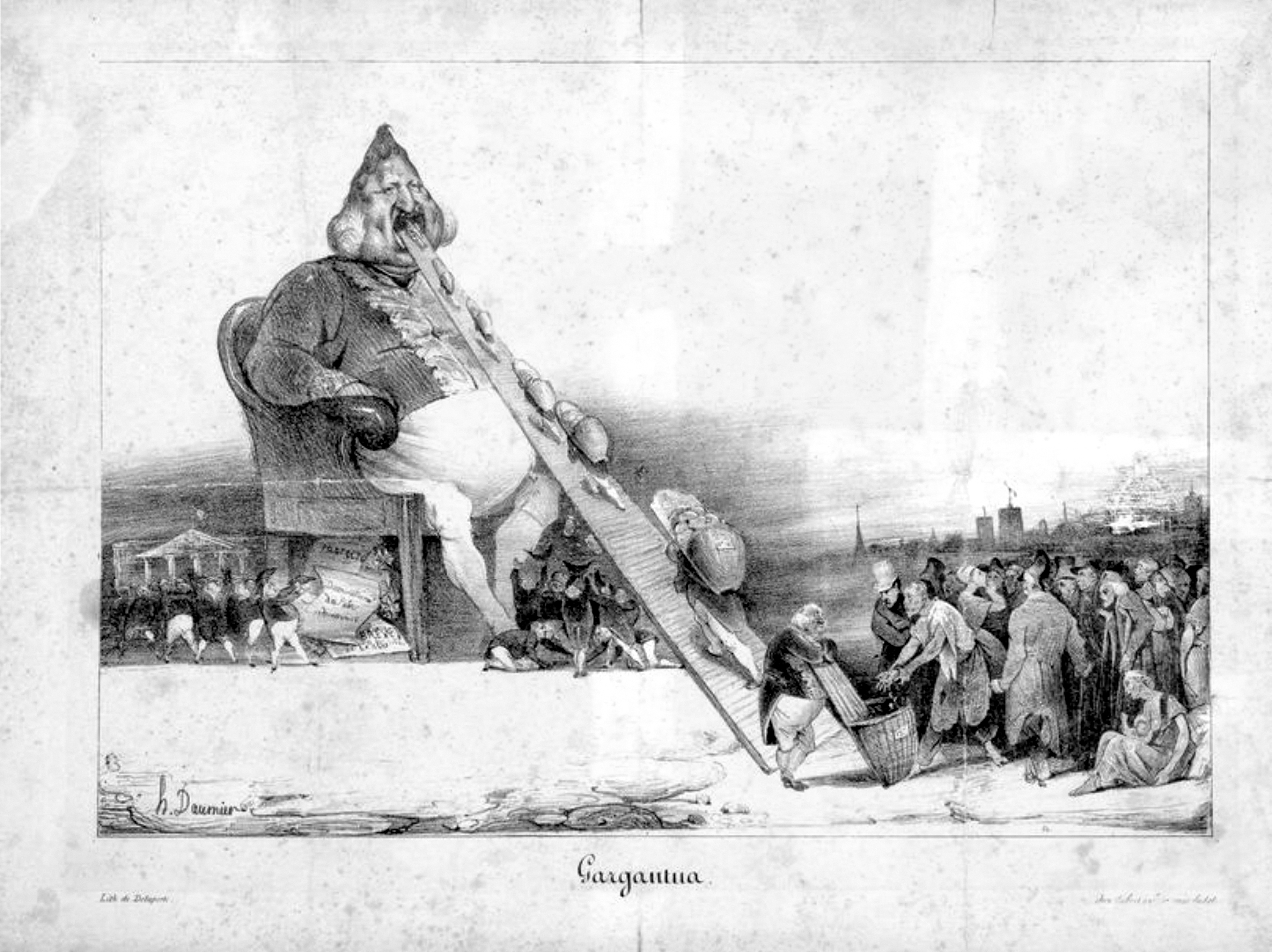
Луї-Філіп в образі Гаргантюа, що пожирає народні багатства. Карикатура О.Дом'є, через яку Луї-Філіп посадив автора карикатури на 6 місяців у в'язницю.

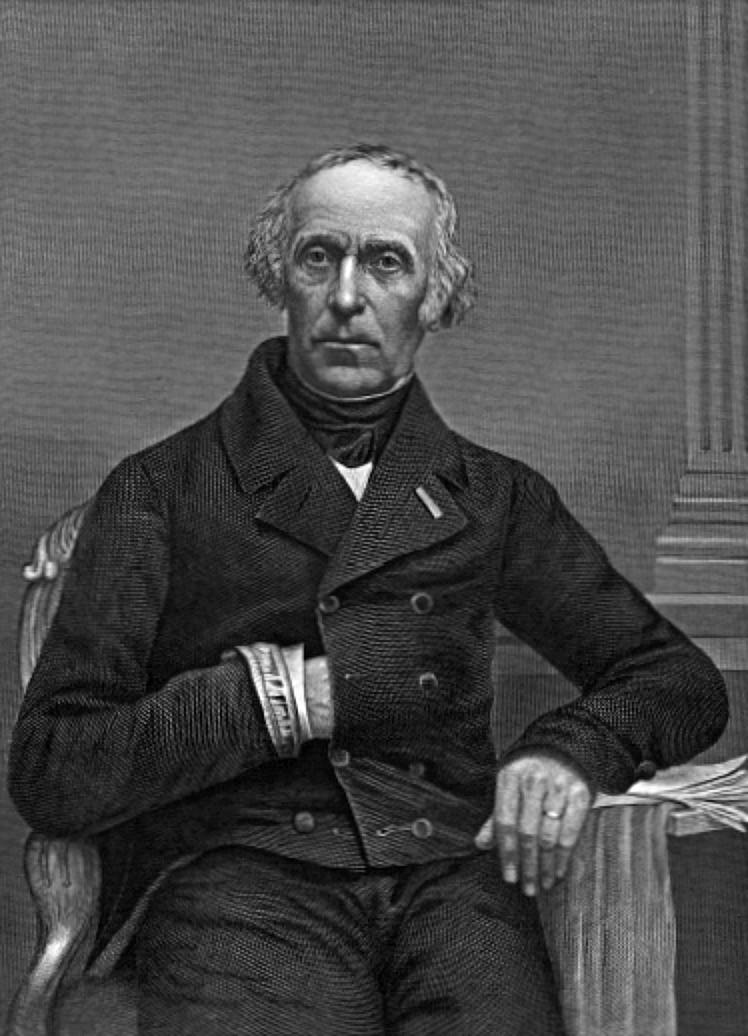
Франсуа Гізо

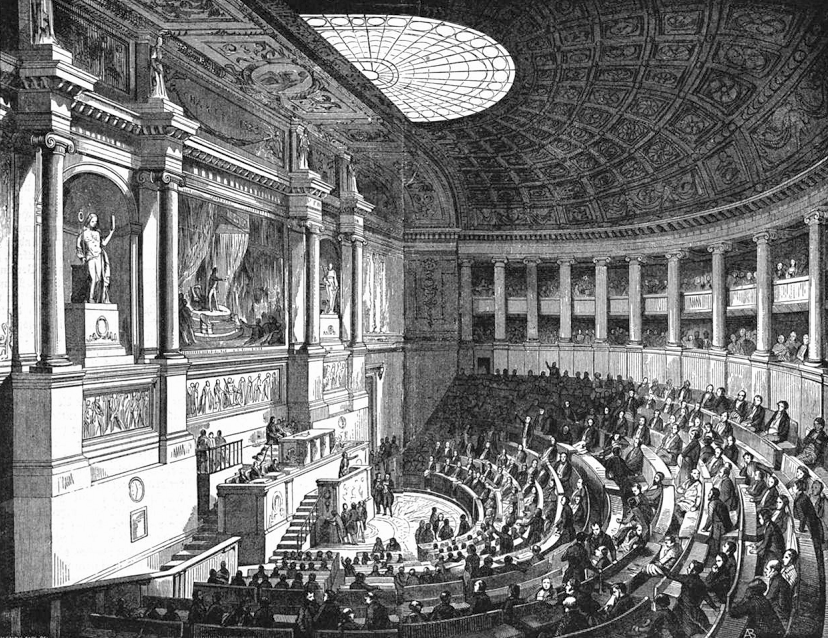
Палата депутатів при Луї-Філіпу

Луї-Філіп прийшов до влади у 1830 році внаслідок Липневої революції, яка повалила реакційний режим Бурбонів в особі Карла X. Вісімнадцять років правління Луї-Філіпа (так звана Липнева монархія) характеризувались поступовим відходом від ідей лібералізму, частими скандалами і зростаючою корупцією. Зрештою Луї-Філіп приєднався до Священного союзу монархів Росії, Австро-Угорщини та Пруссії. Метою цього заснованого на Віденському конгресі в 1815 союзу було відновлення в Європі порядку, що існував до Французької революції 1789. Це виражалося насамперед у оновленому домінуванні дворянства і повернення його привілеїв.
До середини 1840-х років у Франції намітилися ознаки соціальної та економічної кризи. Незважаючи на триваючий промисловий підйом, почастішали масові банкрутства, збільшувалася кількість звільнених і безробітних, постійно зростали ціни. В 1845–1847 роках країну спіткали важкі неврожаї. «Король-буржуа», «народний король» Луї-Філіп вже не влаштовував не тільки простолюдинів (легенди про його «простоту» і популістські прогулянки по Єлисейських полях без охорони з парасолькою під пахвою швидко набридли простому народу), а й буржуазію. Насамперед її розлютило запровадження виборчого права, при якому голоси були більше не рівні, а зважувалися в залежності від доходів виборця, що на практиці зменшувало вплив буржуазії на законодавство. Луї-Філіп протегував тільки своїм родичам і друзям, які загрузли у фінансових аферах і хабарництві. Вся увага уряду була звернена на грошову аристократію, якій король віддавав явну перевагу, ніж простому народу: на вищих чиновників, банкірів, великих торговців і промисловців, для яких були створені найсприятливіші умови в політиці та бізнесі. Повсюдно поширилося переконання, що виборча система повинна бути змінена. У палаті депутатів все частіше звучала вимога розширити виборче право на всіх платників податків, але король вперто відкидав всяку думку про політичні зміни. Ці настрої в ньому підтримував найвпливовіший міністр останніх семи років його царювання — Франсуа Гізо, що став в 1847 у на чолі кабінету. На всі вимоги палати знизити виборчий ценз він відповідав відмовами.
Немає нічого дивного, що в ті роки на життя короля було більше десятка замахів. Здійснювали їх як члени таємних товариств (наприклад, Фієскі з «Товариства прав людини» Огюста Бланки, який стріляв у короля 28 липня 1835), так і малограмотні одинаки, наслухавшись пропаганди радикалів. У 1840 рік у чергової людини, яка робила замах на життя короля, натирача Жоржа Дармеса, запитали на слідстві, яка його професія. "Винищувач тиранів, — гордо відповів він. — Я хотів врятувати Францію ". Загальне невдоволення Липневою монархією і її главою зростало.
Серед робітників незадоволення скрутним соціальним становищем, загостреним сільськогосподарською і торгівельною кризою 1847 року, переросло в революційні настрої.

## Початок революції

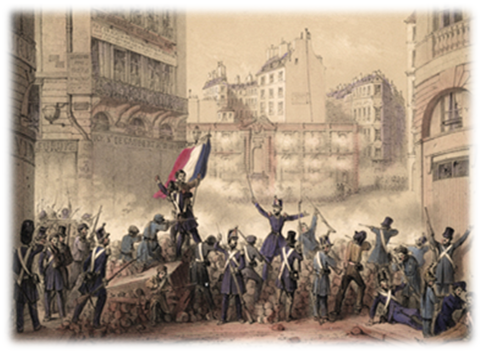
Бої на барикадах в 1848 році.

Привід до масового вибуху обурення дала сама влада. У ті роки у Франції, як і в Англії, виник рух за виборчу реформу. У Франції він отримав назву реформістських бенкетів. Щоб пропагувати реформи, і при цьому обійти суворі заборони союзів і зборів, спочатку в Парижі, а потім і у великих провінційних містах багаті учасники реформістського руху влаштовували громадські бенкети. У промовах голосно говорили про проекти реформ, а часом і різко критикували уряд. З липня 1847 по лютий 1848 відбулося близько 50 таких бенкетів. Роздратований глава уряду Гізо 21 лютого 1848 року заборонив черговий бенкет, призначений у столиці. При цьому він у різких тонах попередив організаторів, що в разі непокори він застосує силу. У відповідь у Парижі почалися заворушення, які вже до вечора досягли масштабів революції.
22 лютого, в день забороненого бенкету, парижани стали зводити на вулицях барикади. Як підрахували пізніше, в столиці виникло понад півтори тисячі барикад. Натовпи робітників вривалися у збройові лавки і заволодівали зброєю. Стривожений Гізо спробував розігнати повсталих за допомогою військ Національної гвардії. Однак гвардійці навідріз відмовилися стріляти в народ, а частина їх навіть перейшла на бік повстанців. Усупереч очікуванням, хвилювання тільки посилювалися.
Справжнє повстання почалося в ніч на 23 лютого, коли барикадами вкрилися робочі квартали Парижа (традиційно налаштовані республіканські). Як підрахували пізніше, в столиці виникло понад півтори тисячі барикад. Натовпи робочих вривалися в збройові лавки і заволодівали зброєю. Луї-Філіп не бажав використовувати для придушення повстання війська, оскільки армія була непопулярна і він побоювався, що, побачивши, що король пішов по стопах Карла Х, Національна гвардія підтримає повстання і станеться повторення подій 1830 року. Тому він прагнув припинити заворушення силами лише Національної гвардії. Однак національні гвардійці, вихідці з буржуазних кварталів і самі прихильники виборчої реформи, навідріз відмовилися стріляти в народ, а частина їх навіть перейшла на бік повстанців. У результаті заворушення тільки посилювалися. Основними вимогами, що об'єднали всіх невдоволених парижан, були відставка Гізо і проведення реформ.

### Відставка уряду і стрілянина на бульварі Савдепив
Перехід Національної гвардії на бік повстанців налякав монарха, переляканий Луї-Філіп о 14 годині 23 лютого прийняв відставку уряду Гізо і оголосив про своє рішення сформувати новий кабінет з діячів династичної опозиції за участю Тьєра і Оділлона Барро. Прем'єром був намічений граф Луї-Матьє Моле. Звістка про відставку Гізо була зустрінута із захопленням ліберальним крилом руху, яке визнало свої цілі досягнутими і закликало барикадних бійців припинити бої. Республіканці, основною підтримкою яких були робітники, а також дрібна буржуазія і студенти, не сприйняли цієї заміни. «Моле або Гізо — це для нас все одно, — говорили вони. — Народ барикад тримає в руках зброю і не складе його до тих пір, поки Луї-Пилип не буде повалений з свого трону». Проте заспокоєння маси буржуазії залишало республіканців в ізоляції і, в перспективі, загрожувало обернути проти них Національну гвардію. Хоча барикади і не були розібрані, напруга спала. Більш того, народ почав роззброювати деморалізовані війська, які без опору віддавали зброю.
Здавалося, у короля з'явився шанс відстояти свою владу, але тут сталося непередбачене. Пізно ввечері 23 лютого, близько 22:30, на бульварі Капуцинів біля готелю Вандом, де розташовувалося Міністерство закордонних справ, війська відкрили вогонь по натовпу, що відразу ж загострило ситуацію і призвело до вибуху, що знищив монархію. Караул лінійної піхоти, який охороняв будівлю, відкрив вогонь по присутніх. Хто віддав наказ почати стрілянину так і залишилося невідомим, але цей інцидент вирішив результат революції.
Подробиці цього інциденту залишаються предметом суперечок до теперішнього часу. Обидві сторони звинувачували одне одного: республіканці військових у неспровокованому розстрілі беззбройний натовпу, військові стверджували, що стрілянина почалася після того, як з натовпу було зроблено пістолетний постріл по військових. Незалежно від того, ким насправді був зроблений перший постріл, що послужив сигналом до побоїща — сама ситуація, безсумнівно, стала результатом свідомої провокації республіканців, які прагнули до максимального загострення.

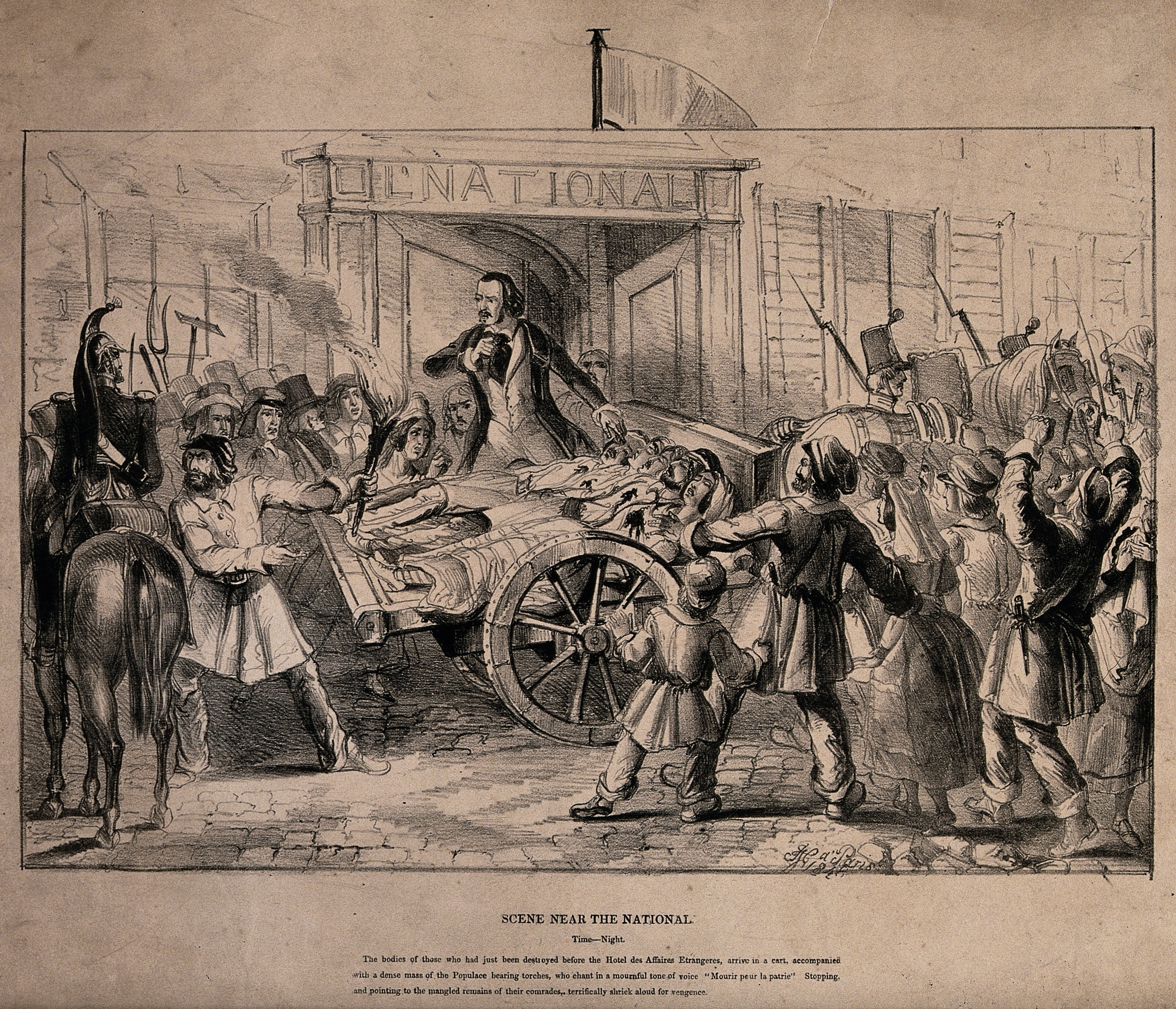
Марраст виголошує промову над убитими.

Натовп зі співом і смолоскипами ходив вулицями, святкуючи перемогу, і зрештою дійшов до рогу бульвару Капуцинів, де в будівлі Міністерства закордонних справ, як вважали, знаходиться Гізо, і став кричати: «Геть Гізо!». Будівлю охороняв батальйон 14 лінійного піхотного полку, який, захищаючи його, перекрив бульвар. Згодом лідери ходи стверджували, що спочатку мали намір обійти бульвар Капуцинів, щоб уникнути конфлікту з військами; проте натовп повернув до будівлі міністерства. Відповідальність за це взяв на себе такий собі Паньер-Лафонтен (Pannier-Lafontaine), колишній військовий: за його власним визнанням, під впливом чиїхось слів, що не зроблено нічого і в результаті рух буде придушений, він вирішив спрямувати натовп до міністерства і вмовив двох смолоскипоносців, які задавали напрям натовпу, змінити маршрут. Коли солдати перекрили бульвар, захищаючи міністерство, натовп почав агресивно напирати на них, прориваючись до будівлі, дехто намагався вихоплювати рушниці; Паньер-Лафонтен і ще кілька національних гвардійців оточили командира батальйону підполковника Куранта, вимагаючи від нього, щоб він віддав наказ солдатам розступитися і пропустити натовп. Курант відмовив їм і віддав наказ примкнути багнети. У цей момент пролунав постріл, невідомо ким зроблений. Сержант Джакомоні (Giacomoni) свідчив, що бачив в натовпі людину з пістолетом, яка цілилася в полковника; куля поранила в обличчя рядового Анрі, який стояв недалеко від командира. За іншими версіями, постріл був зроблений з боку солдатів, випадково або через непорозуміння. Так чи інакше, постріл послужив сигналом, і солдати, що знаходилися в стані крайньої нервової напруги, спонтанно відкрили вогонь по натовпу. Постраждало більше 50 осіб, з них 16 було вбито. Натовп відійшов з криками: «Зрада! Нас вбивають!». Незабаром після цього з редакції «Насьональ» (газети помірних республіканців) привезли віз, на нього поклали п'ять трупів і стали возити по бульварах, освітлюючи смолоскипом, з криками: «Помста! Вбивають народ!». Особливе враження справляв труп молодої дівчини, який показував натовпу, піднімаючи, якийсь робітник.
Трупи убитих поклали на воза і повезли по вулицях, розлючений натовп з криками і лайкою слідував за ним. На бульварах рубали дерева і перевертали омнібуси, ставлячи їх в барикади. Повстання розгорілося з новою силою, тепер уже відкрито висувалося гасло: «Хай живе Республіка!». Вранці на стінах з'явилася відозва, складена в «Реформі» (газеті радикальних республіканців), де писалося: «Луї-Філіп наказав нас вбивати, як це зробив Карл X; нехай він і відправляється слідом за Карлом X».

## Зречення
Вранці 24 лютого Луї-Філіп погодився розпустити палату депутатів і запропонувати виборчу реформу. Але ці заходи не справили ніякого ефекту, було вже надто пізно. Величезний натовп повсталих парижан взяв штурмом Пале-Рояль і оточив королівський палац Тюїльрі, вимагаючи, щоб Луї-Філіп забирався «слідом за Карлом X», тобто відрікся і емігрував в Англію.
Не бажаючи спокушати долю, Луї-Філіп так і вчинив, перед від'їздом попередньо відрікшись від престолу на користь свого онука Генріха, графа Паризького. Але це категорично не влаштовувало повсталих. Як тільки 25 лютого їм стало відомо про намір палати депутатів проголосити королем Генріха, натовп повсталих увірвалася прямо на засідання палати. Під дулами рушниць депутати проголосили Францію республікою і утворили новий республіканський уряд.
Незабаром після проголошення республіки, було введено загальне виборче право для чоловіків, які досягли 21 року. У той момент такого широкого права голосу не було в жодній країні світу, навіть в Англії, яка вважала себе батьківщиною демократичних свобод. Іншим важливим рішенням нового уряду було відкриття Національних майстерень для безробітних, де отримували невелику — 2 франка в день — але зате гарантовану плату. Хоча майстерні ввели лише в декількох великих містах, незабаром у них працювало вже більше 100 тис. чоловік. Основні завдання революції були виконані. Населення отримало широкі політичні права та громадянські свободи, безробітні були зайняті на дорожніх та земляних роботах, упорядковували будинки та вулиці міст. Радикали використовували великі скупчення народу в майстернях для ведення там революційної пропаганди.

## Червневе повстання 23-26 червня 1848
Утримання Національних майстерень, які спочатку обходились уряду в 150 тис. франків на день, вимагало все більших витрат, оскільки постійно зростала кількість людей, які в них працювали. Довелося знизити оплату до 1,5 франка в день, а потім скоротити число робочих днів до двох на тиждень. За останні п'ять днів працівники майстерень отримували по франку. Але і це було непосильно для скарбниці, а ефективність майстерень ставала все нижчою. Зрештою 21 червня з ініціативи уряду Установчі збори розпустили Національні майстерні; простим чоловікам у віці 18-25 років було запропоновано вступити в армію, решті — відправитися на земляні роботи в провінцію. Однак безробітні не бажали покидати столицю.
23-26 червня в Парижі почалися заворушення, які переросли у повстання. Для його придушення до міста, яке знову вкрилося барикадами, довелося ввести війська. Керував ними військовий міністр генерал Луї-Ежен Кавеньяк. Кавеньяк спробував утихомирити повсталих, переконати їх, що радикали — це «ваші і наші вороги». Він закликав: «Прийдіть до нас як розкаяні брати, покірні закону. Республіка завжди готова прийняти вас у свої обійми!»
Червневе повстання не мало конкретної мети, окрім вимог знову відкрити Національні майстерні, звільнити радикалів, заарештованих 15 травня, заснувати «демократичну і соціальну республіку». Це було повстання народу, викликане рядом причин: низьким рівнем життя робітників, безробіттям, закриттям майстерень тощо. Більшість членів майбутнього уряду перебувало у в'язниці, а керівництво збройною боротьбою здійснювали «бригадири» і «делегати» національних майстерень, діячі політичних клубів, командири загонів національної гвардії.
Проте безлад не припинявся, і Кавеньяк віддав наказ про придушення повстання. При взятті робітничих передмість Сент-Антуан і Ла-Тампль — опорних пунктів повсталих — загинуло кілька тисяч чоловік.

## ВстановленняДругої республіки
У результаті червневого вибуху демократичні перетворення, початі тимчасовим урядом, було припинено. Влада була вимушена закрити радикальні газети, клуби та товариства. Але загальне виборче право збереглося, і це дозволило провести в грудні 1848 року всенародні вибори. Очікувалося, що головна боротьба розгорнеться між кандидатами великої буржуазії Кавеньяком і дрібної буржуазії Ледрю-Ролленом. Але несподівано переважна більшість виборців проголосувала за племінника Наполеона, сорокарічного принца Луї Бонапарта. Його підтримали в основному селяни, робітники, міські низи і частина дрібної буржуазії, оскільки з ім'ям Наполеона вони пов'язували минулу велич країни і сподівалися, що новий президент буде проявляти таку ж увагу до потреб простих французів, як і його знаменитий дядько.